# Gussago
Gussago (lombardul: Gösàch, helyi nyelvjárásban: Güsàch) település Olaszországban, Lombardia régióban, Brescia megyében. Lakosainak száma 16 517 fő (2023. január 1.). Gussago Brione, Cellatica, Ome, Roncadelle, Brescia, Castegnato, Concesio, Rodengo-Saiano és Villa Carcina községekkel határos.

## Népesség
A település lakossága az elmúlt években az alábbi módon változott:
| Lakosok száma | 16 623 | 16 681 | 16 517 |
|               | 2017   | 2018   | 2023   |